# Komáromi-ér
A Komáromi-ér a Bakonyban ered, Komárom-Esztergom vármegyében, mintegy 190 méteres tengerszint feletti magasságban. A patak forrásától kezdve északi irányban halad, majd Szákszend északi részénél eléri a Szendi-eret.
A Komáromi-ér vízgazdálkodási szempontból a Bakonyér és Concó Vízgyűjtő-tervezési alegység működési területét képezi.

## Part menti település
- Szákszend